# Dravya

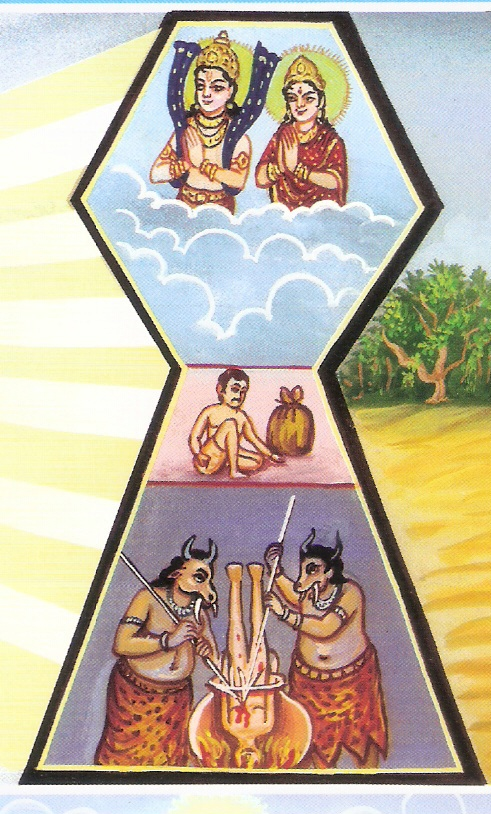
L'univers jaïn imagé. Il est à la base un triangle puis un hexagone; au milieu résident les humains et les autres formes de vie sensibles: les jivas, plongés dans le karma.

Dravya est un terme sanskrit (IAST: dravya ; devanāgarī: द्रव्य) qui signifie « substance », « objet », « matière » ou encore « chose ». Il désigne aussi une catégorie de substances ou d'éléments dans certaines écoles de la philosophie indienne. Le concept de dravya est utilisé dans l'hindouisme et le jaïnisme.

## Dans le jaïnisme
Dravya dans le jaïnisme se traduit par: substance. Cependant son sens est multiple et il a été utilisé par des théologiens pour désigner différents concepts. Actuellement, le jaïnisme utilise le terme dravya pour caractériser les éléments existants dans la cosmographie jaïne. Il y a deux façons de caractériser les dravyas: ou il existe des jiva c'est-à-dire des êtres vivants et des êtres non-vivants (ajiva), avec des qualités annexes; ou il y a trois substances principales à savoir:
1. les non-matérielles et sensibles: les jivas : les âmes;
2. les matières non-sensibles: pudgala;
3. les substances non-sensibles et non-matérielles: l'akasha: l'espace; le temps: kala; le mouvement: dharma; et le repos: adharma.

Ces différences entre les substances sont importantes pour percevoir l'univers jaïn et comprendre que les jivas doivent atteindre la libération et se respecter à travers l'ahimsa: la non-violence. Il existe d'ailleurs deux types de jiva: les libérés du karma et les jivas pris encore dans le samsara qui doivent chercher l'éveil. Pour autant toutes les âmes sont pures et égales. L'humain ou l'animal doit suivre un chemin d'ascension pour transcender son karma à travers des efforts respectueux et parvenir à la lumière. L'univers jaïn est représenté comme un espace vertical avec un monde bas pour les démons, une station intermédiaire pour les êtres vivants, les jiva; et un monde haut: les Cieux où vivent les âmes libérées. Certains érudits rapprochent le jaïnisme de l'animisme étant donné que chaque être vivant possède une âme dans ces deux religions.

## Dans le vaiśeṣika
Dans cette école, dravya désigne une catégorie de neuf substances élémentaires qui sont : la Terre, les Eaux, le Feu, le Vent, l'Éther, le Temps, l'Espace, l'Âme et l'Esprit.